# فيليكس ناكامورا
فيليكس ناكامورا (بالإسبانية: Felix Nakamura)‏ هو رسام رسوم متحركة بيروفي، ولد في 30 يونيو 1940، وتوفي في 3 أبريل 2000.